# LY Возничего
LY Возничего (лат. LY Aurigae) — кратная звезда в созвездии Возничего. Является затменной переменной звездой, каждые 4 дня видимая звёздная величина меняется на 0,7. Данная звёздная система расположена на расстоянии около 1000 световых лет от Солнца в звёздной ассоциации Возничий OB1 (англ. Auriga OB1).

## Звёздная система
LY Возничего является тесной визуальной двойной звездой. Два компонента обладают видимыми звёздными величинами 6,85 и 8,35 и расположены на расстоянии 0,6 угловой секунды друг от друга. Каждая звезда также является спектральной двойной.
LY Aur A является спектральной двойной, компоненты которой являются ярким гигантом и гигантом спектрального класса O9, находятся в контакте друг с другом, обращаясь с периодом 4 дня. Данная система является переменной звездой типа беты Лиры. Главный максимум равен 0,69m, вторичный равен 0,60m. Вследствие деформации звёзд при контакте звёздная величина системы непрерывно меняется. Орбитальный период меняется в результате обмена массой между компонентами. Светимость каждой звезды превышает солнечную в сто тысяч раз.
LY Aur B является спектральной двойной с орбитальным периодом 20,5 суток. Вероятно, она состоит из звезды спектрального класса B, звезда-компаньон не наблюдалась. Совместная светимость двух звёзд превышает солнечную в 47 тысяч раз.